# César Aira
César Tomás Aira González (Coronel Pringles, 23 de febrero de 1949) es un escritor y traductor argentino. Considerado uno de los más destacados y prolíferos escritores latinoamericanos y de la Argentina, ha publicado más de cien libros, sobre todo novelas cortas que ha definido como «cuentos de hadas dadaístas» o «juguetes literarios para adultos» y que le han valido los premios Roger Caillois (2014), Iberoamericano de Narrativa Manuel Rojas (2016) y Formentor (2021), entre otros. Además, ha sido candidato en más de una ocasión al Premio Nobel de Literatura.

## Biografía

### Primeros años
César Tomás Aira González nació el 23 de febrero del año 1949 en la ciudad argentina de Coronel Pringles (provincia de Buenos Aires).
De ascendencia gallega, su abuelo, Robustiano, era oriundo del municipio de Junquera de Ambía (provincia de Orense).
En Pringles, entabló una amistad con el poeta Arturo Carrera (1948-), un año mayor que él.
En 1967 se trasladó a la ciudad de Buenos Aires, más específicamente, al barrio de Flores, donde se asentó desde entonces.
En 1968, fundó junto a Carrera la revista literaria El Cielo, que duró apenas tres números.

### Trayectoria literaria y consagración
Aira tradujo del francés a los escritores 
Antoine de Saint Exupéry (1900-1944) y
Jan Potocki (1761-1815),
del inglés a 
Jane Austen (1775-1817),
Raymond Chandler (1888-1959),
Donna W. Cross (1947-),
Brian W. Aldiss (1925-2017),
Stephen King (1947-) y
Art Spiegelman (1948-) y, del alemán, a 
La metamorfosis, novela de Franz Kafka (1883-1924).
Se especializó en la obra de la poetisa argentina Alejandra Pizarnik (1936-1972) y del escritor y dramaturgo Copi (1939-1987).
Además, reivindicó y contribuyó a reeditar y dar a conocer la obra del escritor y poeta argentino Osvaldo Lamborghini (1940-1985), quien fue su amigo.
Desde 1992, ha publicado de manera anual de uno a dos libros de casi siempre unas cien páginas de extensión. En 1993, su decimoquinta novela, Cómo me hice monja, fue elegida por el diario español El País como uno de los diez libros de ficción de ese año, lo que le valió el reconocimiento literario y una proyección internacional.
Sus obras han sido traducidas a diversos idiomas. Recibió dos Diplomas al Mérito de los Premios Konex a las Letras, en 1994 por Traducción y en 2004 por Novela. Recibió una Beca Guggenheim en 1996. Ganó el premio a la Trayectoria Artística del Fondo Nacional de las Artes en la categoría Letras del año 2013. Fue nombrado por el gobierno francés «Chevalier dans l’Ordre des Arts et Lettres». Ganó el Premio Roger Caillois para autores latinoamericanos en su edición 2014.
El Consejo Nacional de la Cultura y las Artes del Gobierno de Chile, con el patrocinio de la Fundación Manuel Rojas, le otorgó el Premio Iberoamericano de Narrativa Manuel Rojas 2016, y en 2021 recibió el premio Formentor.

## Estilo

### Uso de la primera persona
No es poco  frecuente que Aira haga uso del sí mismo en sus novelas, es decir, de la primera persona. Tal es el caso en El congreso de literatura, Las curas milagrosas del Doctor Aira, Cómo me hice monja, Cómo me reí, El cerebro musical, Cumpleaños y Las conversaciones. 

### Coronel Pringles, Flores y elsigloXIX
Aira utiliza su ciudad natal, Coronel Pringles, como escenario para varias de sus nouvelles. Tal es el caso en La cena y El tilo. Otras de sus obras suceden en el barrio porteño de Flores, en donde vive, como sucede en Las noches de Flores y en El pelícano.   
De igual manera, Aira retorna frecuentemente a la Argentina del siglo XIX, como por ejemplo en la La liebre, Un episodio en la vida del pintor viajero y Ema, la cautiva.

### Géneros
Al escribir, Aira abarca diversos géneros y subgéneros. Ha recurrido al cómic como método de escritura y a las novelas de género, como en Las aventuras de Barbaverde. Asimismo, regularmente elige jugar con estereotipos, tal es el caso cuando utiliza el estereotipo de un exótico Oriente, como sucede en Una novela china, El volante y El pequeño monje budista. Unas cuantas de sus nouvelles toman la ciencia ficción, recurriendo a la utilización de zombis y del fin del mundo, como en Los misterios de Rosario, La guerra de los gimnasios y La cena.

### «Fuga hacia adelante»
Aira ha elaborado una estética de vanguardia en la cual, más que revisar lo que ha escrito, ejercita una «fuga hacia adelante», al improvisar una salida de los textos que ya ha creado. Busca en su propio trabajo y elogia en el trabajo de otros la idea del «continuo», refiriéndose a un movimiento de avance constante en la literatura ficcional. Como resultado, sus ficciones pueden pasar de un género a otro, y a menudo despliega estrategias narrativas de las culturas populares y géneros sub-literarios como la ciencia ficción y las telenovelas. Deliberadamente y en forma frecuente rechaza conformar las expectativas genéricas de cómo una novela debería terminar, dejando muchas de sus ficciones con un final abierto o abrupto.
Su manera de trabajar se guía, entre otros elementos, por el rechazo al razonamiento según el cual, para que algo sea de «buena calidad», tiene que ajustarse a paradigmas preexistentes, y la función del arte es crear de manera incesante, sin asumir otros conflictos teóricos que los relativos a la transubstanciación de la vivencia del autor. En ese sentido, Aira utiliza una versión razonada de la escritura automática de los surrealistas. El autor ha comparado su forma de trabajo con la de artistas como Max Ernst y Joseph Cornell. 
También es central dentro de su dinámica creativa la noción de «procedimiento» por encima de la idea del producto, pues no le da importancia a los libros como objetos bien terminados. Su prioridad como lector y escritor es el autor en su totalidad, el ser vivo que en su devenir construye (con) sus libros en su conjunto, buenos y malos. 

De lo que se escribió un día hay que reivindicarse al siguiente, no volviendo atrás a corregir (es inútil) sino avanzando, dándole sentido a lo que no lo tenía a fuerza de avanzar.

## Obra

### Novelas
- 1975: Moreira
- 1981: Ema, la cautiva
- 1983: La luz argentina
- 1984: El vestido rosa. Las ovejas
- 1984: Canto castrato
- 1987: Una novela china
- 1990: Los fantasmas
- 1991: El bautismo
- 1991: La liebre
- 1992: La guerra de los gimnasios
- 1992: Embalse
- 1992: El llanto
- 1992: El volante
- 1992: La prueba
- 1993: Cómo me hice monja
- 1993: Fragmentos de un diario en los Alpes
- 1994: Diario de la hepatitis
- 1994: El infinito
- 1994: La costurera y el viento
- 1994: Los misterios de Rosario
- 1995: Los dos payasos
- 1995: La fuente
- 1996: La abeja
- 1997: Dante y Reina
- 1997: Taxol: precedido de Duchamp en México y La broma
- 1997: El congreso de literatura
- 1997: La serpiente
- 1998: Las curas milagrosas del Doctor Aira
- 1998: La trompeta del mimbre
- 1998: El sueño
- 1999: La mendiga
- 2000: Haikus
- 2000: El juego de los mundos
- 2000: Un episodio en la vida del pintor viajero
- 2001: Un sueño realizado
- 2001: La villa
- 2002: Varamo
- 2002: El mago
- 2002: La pastilla de hormona
- 2003: La princesa Primavera
- 2003: Mil gotas
- 2003: El tilo
- 2004: Las noches de Flores
- 2004: Yo era una chica moderna
- 2004: Cumpleaños
- 2005: Yo era una niña de siete años
- 2005: El cerebro musical
- 2005: El pequeño monje budista
- 2005: Cómo me reí
- 2006: Parménides
- 2006: La cena
- 2006: La villa
- 2006: El todo que surca la nada
- 2007: Las conversaciones
- 2007: La vida nueva
- 2007: Picasso
- 2008: Las aventuras de Barbaverde
- 2009: La confesión
- 2009: La revista Atenea
- 2010: Yo era una mujer casada
- 2010: El perro
- 2010: El té de Dios
- 2010: El error
- 2010: El divorcio
- 2010: Festival
- 2011: En el café
- 2011: El hornero
- 2011: El criminal y el dibujante
- 2011: Cecyl Taylor
- 2011: El mármol
- 2011: El náufrago
- 2011: Los dos hombres
- 2012: Entre los indios
- 2013: Relatos reunidos
- 2013: El ilustre mago
- 2013: El testamento del mago tenor
- 2013: Tres historias pringlenses
- 2013: Actos de caridad
- 2013: Margarita (un recuerdo)
- 2014: Artforum
- 2014: Triano
- 2014: Biografía
- 2015: El santo
- 2015: La invención del tren fantasma
- 2017: Una aventura
- 2017: Eterna juventud
- 2017: Saltó al otro lado
- 2018: El gran misterio
- 2018: Un filósofo
- 2018: Prins
- 2019: El presidente
- 2019: Pinceladas musicales
- 2020: Fulgentius
- 2020: Lugones
- 2020: El pelícano
- 2021: Kómodo
- 2021: En la confitería del Gas
- 2021: En el Congo
- 2021: Vilnius
- 2022: El jardinero, el escultor y el fugitivo
- 2022: El panadero
- 2022: Los últimos días de Nostradamus
- 2024: En El Pensamiento
- 2024: Los hombrecitos con sobretodo
- 2025: El arqueólogo

### Ensayos
- 1991: Nouvelles Impressions du Petit-Maroc
- 1991: Copi
- 1995: Las grandes estancias
- 1998: "La nueva escritura"
- 1998: Alejandra Pizarnik
- 2001: Diccionario de autores latinoamericanos
- 2001: Las tres fechas
- 2004: Edward Lear
- 2014: Continuación de ideas diversas
- 2016: Sobre el arte contemporáneo seguido de En la Habana
- 2017: Evasión y otros ensayos
- 2021: La ola que lee
- 2021: Catálogo descriptivo de la obra de Emeterio Cerro
- 2022: El crítico - La prosopopeya
- 2022: Una educación defectuosa: Discurso de recepción del Premio Formentor
- 2024: Ideas diversas
- 2025: Actos de presencia: Disertaciones

### Teatro
- 1993: Madre e hijo (una pieza en un acto)
- 1996: El mensajero

## Sobre Aira

### Filmografía
- 2002: Tan de repente (adaptación del director Diego Lerman de la nouvelle La prueba)
- 2005: La guerra de los gimnasios (adaptación del director Diego Lerman de la nouvelle homónima)

## Premios y becas
- 1994: Premio Konex
- 1996: Beca Guggenheim
- 2004: Premio Konex
- 2013: Premio a la Trayectoria Artística del Fondo Nacional de las Artes en la categoría Letras
- 2014: Premio Roger Caillois
- 2016: Premio Iberoamericano de Narrativa Manuel Rojas
- 2021: Premio Formentor[33][34]
- 2025: Premio Finestres de Narrativa por En El Pensamiento.[35]